# Pterolepis adolphorum
Pterolepis adolphorum är en insektsart som först beskrevs av Galvagni 1988.  Pterolepis adolphorum ingår i släktet Pterolepis och familjen vårtbitare. Inga underarter finns listade i Catalogue of Life.